# Vladimír Padrta
Vladimír Padrta (7. října 1952 – 15. září 2009) byl československý basketbalista, účastník Olympijských her 1976 a Mistrovství Evropy juniorů 1970. Po skončení sportovní kariéry byl sportovním novinářem v denících Šport, Verejnosť, Hospodárske noviny a týdeníku Štart.
V československé basketbalové lize v letech 1970–1984 hrál za kluby Zbrojovka Brno, Moravská Slavia Brno, Inter Bratislava a Dukla Olomouc a celkem odehrál 13 sezón. Byl dvakrát mistrem Československa (1979, 1983), třikrát vicemistrem (1971, 1981, 1982) a třikrát na třetím místě (1973, 1977, 1980). Je na 20. místě tabulky střelců československé ligy s celkovým počtem 5307 bodů.
S týmem Inter Bratislava se zúčastnil 6 ročníků evropských klubových pohárů v basketbale, z toho dvakrát Poháru evropských mistrů (1981, 1984), dvakrát FIBA Poháru vítězů národních pohárů (1982, 1983) a dvakrát FIBA Poháru Korač. Pětkrát se tým účastnil zápasů ve čtvrtfinálové skupině.  
Za reprezentační družstvo Československa v letech 1975–1980 odehrál 84 zápasů, z toho na Olympijských hrách, Mistrovství světa a Mistrovství Evropy celkem 8 zápasů, v nichž zaznamenal 58 bodů. Jako hráč Československa byl účastníkem Olympijských her 1976 v Montréalu (6. místo), když na předecházející olympijské kvalifikaci skončilo druhé. Hrál na Mistrovství Evropy v basketbale juniorů v Athánách v roce 1970 (8. místo).

## Hráčská kariéra

### Hráč klubů
- 1970–1971, 1972–1973 Zbrojovka Brno – 2. místo (1971), 3. místo (1973)
- 1971–1972 Moravská Slavia Brno – 12. místo (1972)
- 1973–1979 Inter Bratislava – mistr Československa (1979), 3. místo (1977), 2x 4. místo (1976, 1978), 10. místo (1974)
- 1979–1980 Dukla Olomouc – 3. místo (1980)
- 1980–1984 Inter Bratislava – mistr Československa (1983), 2x vicemistr (1981, 1982), 7. místo (1984)

### Československo
- Za reprezentační družstvo Československa mužů v letech 1975–1980 hrál celkem 84 zápasů, z toho na světových a evropských soutěžích 8 zápasů, v nichž zaznamenal 58 bodů
- Předolympijská kvalifikace – 1976 Kanada (36 bodů /4 zápasy) 2. místo a postup na OH
- Olympijské hry Montréal 1976 (22 bodů /4 zápasy) 6. místo
- Mistrovství Evropy juniorů – Athény 1970 (11 bodů /3 zápasy) 8. místo